# Unterseeboot UC-44
Pour les autres navires du même nom, voir Unterseeboot 44.
L'Unterseeboot UC-44 est un sous-marin (U-Boot) mouilleur de mines allemand de type UC II utilisé par la Kaiserliche Marine pendant la Première Guerre mondiale. Le U-boot a été commandé le 20 novembre 1915 et lancé le 10 octobre 1916. Il a été mis en service dans la marine impériale allemande le 4 novembre 1916 sous le nom de UC-44. En 6 patrouilles, l'UC-44 a coulé 28 navires, soit par ses torpilles, soit par les mines qu’il avait posées. L'UC-44 a été coulé le 4 août 1917 par la détonation d’une de ses propres mines au large des côtes irlandaises à la position 52° 07' N 6° 59' O. Son commandant, Kurt Teppenjohanns, était le seul survivant. L’épave de l’UC-44 a été renflouée par la Royal Navy en septembre 1917 et démantelée plus tard.
Deux aspects de son temps de service méritent d’être soulignés. L'UC-44 a été le premier sous-marin à utiliser la tactique de lâcher du gazole et des débris par ses tubes lance-torpilles pour tromper l’ennemi en lui faisant croire qu’il avait été coulé par des grenades anti-sous-marines. Son naufrage, parfois prétendu être le résultat d’une tromperie britannique, a également fourni des renseignements qui ont montré à quel point les défenses anti-sous-marines du barrage du Pas de Calais avaient peu d’effet sur les sous-marins allemands. Cela a conduit à des changements dans son commandement et son fonctionnement avant la fin de l’année 1917.

## Conception
Sous-marin de type UC II, l'UC-44 avait un déplacement de 420 tonnes en surface et de 502 tonnes en plongée. Il avait une longueur hors tout de 51,85 m, un maître-bau de 5,22 m et un tirant d'eau de 3,68 m. Le sous-marin était propulsé par deux moteurs diesel 6 cylindres à quatre temps produisant chacun 300 ch (220 kW), soit un total de 600 ch (440 kW), et par deux moteurs électriques produisant 440 ch (340 kW), actionnant deux arbres d'hélice.
Le sous-marin avait une vitesse maximale de 11,7 nœuds (21,7 km/h) en surface et de 6,7 nœuds (12,4 km/h) en immersion. Son autonomie était de 7280 milles marins (13440 km) à 7 nœuds (13 km/h) en surface, et de 54 milles marins (100 km) à 4 nœuds (7,4 km/h) en immersion. Il lui fallait 44 secondes pour plonger, et il était capable d’opérer à une profondeur maximale de 50 mètres.
L'UC-44 était équipé de trois tubes lance-torpilles de 440 mm, un à l’arrière et deux à l’avant, avec sept torpilles, et d’un canon de pont de 8,8 cm SK L/30. Mais son arme principale était ses six puits de mine de 1000 mm portant dix-huit mines UC 200. Son effectif était de vingt-six membres d’équipage.

## Tactiques de tromperie
Le 15 février 1917, au cours d’une attaque à coups de charges de profondeur particulièrement intense, le Kapitänleutnant Kurt Tebbenjohanns, commandant de l'UC-44, ordonna que les tubes lance-torpilles avant du navire soient remplis d’huile usagée et d’autres débris, puis tirés, simulant ce qui aurait pu atteindre la surface si le sous-marin avait coulé. La ruse a fonctionné et l’attaque a pris fin, permettant à l'UC-44 de s’échapper. D’autres commandants de sous-marins, et finalement leurs homologues dans d’autres marines, ont adopté cette tactique de tromperie. Elle a été particulièrement efficace pour les Allemands au début, car les commandants britanniques étaient facilement satisfaits d’avoir coulé l’ennemi.

## Naufrage
À l’été 1917, l'UC-44 opérait au large du port de Waterford sur la côte sud de l’Irlande, posant des mines puis en re-posant après que les dragueurs de mines britanniques aient nettoyé la zone. Au vu de la régularité avec laquelle cela s’est produit et de la hâte avec laquelle les mines ont été re-posées, les officiers de la Royal Navy chargés du dragage de mines ont supposé que les Allemands avaient brisé leurs codes. Certains d’entre eux ont affirmé plus tard que, réalisant cela, ils avaient demandé au dragueur de mines de mener une opération factice à la mi-juillet, laissant toutes les mines en place et signalant qu’il les avait déminées en utilisant le code soupçonné d’avoir été cassé, puis en fermant le port à tous les navires pendant deux semaines. Ils avaient l’espoir qu’un U-boot coulerait dans ces eaux peu profondes où lui et son contenu pourraient être récupérés et examinés par la salle 40 et d’autres départements du renseignement naval. Cependant, les archives historiques suggèrent que les Britanniques n’avaient pris connaissance du code compromis et n’ont fermé Waterford qu’après le naufrage de l'UC-44.
L'UC-44 retourna à Waterford pour poser neuf mines dans la nuit du 4 août. Après que quatre d’entre eux eussent été déployées avec succès à l’ouest du port, il entreprit de poser les cinq autres mines au centre. Alors qu’il libérait la dernière à partir d’une goulotte à l’arrière du navire, une explosion s’est produite et le sous-marin a coulé par 25 mètres de fond. Tebenjohanns et deux autres hommes ont réussi à s’échapper par l'écoutille du kiosque, mais lorsqu’un navire britannique a balayé la zone à la recherche de survivants, une heure et demie plus tard, le commandant était le seul encore en vie. Une autre source suggère qu’un autre membre d’équipage a été retrouvé séparément.
Les Britanniques furent agréablement surpris d’avoir eu la chance de capturer un commandant de sous-marin. Un officier qui a pris le thé avec Tebenjohanns a déclaré que le commandant s’était plaint que les dragueurs de mines n’avaient pas fait leur travail efficacement. Ils lui auraient permis de partager cette nouvelle avec ses propres supérieurs avec le rapport de sa capture. Lorsqu’on lui a demandé si les Allemands avaient déchiffré le code utilisé par les dragueurs de mines britanniques, il a répondu qu’en tant qu’officier, il ne pouvait pas répondre à cette question, mais l’interrogateur a cru que son comportement et son langage corporel trahissaient le fait que les Allemands l’avaient effectivement décrypté.
Les plongeurs de la marine ont ensuite atteint le sous-marin naufragé pour le fouiller à la recherche de renseignements, ce que les Britanniques n’avaient pas été en mesure de faire auparavant avec les autres sous-marins coulés. Ils ont décrit les dommages causés par l’explosion comme étant concentrés autour de la poupe et de la salle des machines de l'UC-44, près de l’endroit d’où la mine avait été mouillée. Ceci, ainsi que les huit autres mines découvertes et neutralisées, suggère que le sous-marin a coulé lorsque l’une de ses propres mines a accidentellement explosé pendant la pose, et non en raison d’une opération de tromperie de la Royal Navy, ni, comme d’autres récits le disent, une mine restante posée par l’UC-42.
Les renseignements récupérés sur l'UC-44 étaient très troublants pour l’Amirauté britannique. Le journal de bord du sous-marin montrait que les sous-marins franchissaient le barrage de Douvres à volonté. Les ordres permanents de Tebenjohanns étaient de passer le filet anti-sous-marin en surface la nuit lorsque cela était possible, et sinon de ne pas plonger à plus de 40 mètres. Les sous-marins qui, pour une raison quelconque, contournaient entièrement la Manche et contournaient la pointe nord de l’Écosse étaient invités à le faire complètement en surface, car cela conduirait les Anglais à penser que les défenses de Douvres fonctionnaient. Cette découverte contribua à la relève de Reginald Bacon de son poste de commandant de la patrouille de Douvres à la fin de l’année.

## Affectations
- I Flottille : du 1er janvier au 4 août 1917

## Commandants
- Kapitänleutnant Kurt Tebbenjohanns : du 4 novembre 1916 au 4 août 1917

## Navires coulés
| Date            | Nom              | Nationalité      | Tonnage | Destin    |
| --------------- | ---------------- | ---------------- | ------- | --------- |
| 11 février 1917 | Ashwold          | United Kingdom   | 129     | Coulé     |
| 12 février 1917 | Adolf            | Suède            | 835     | Coulé     |
| 12 février 1917 | Dale             | United Kingdom   | 198     | Coulé     |
| 13 février 1917 | King Alfred      | United Kingdom   | 159     | Coulé     |
| 14 février 1917 | Belvoir Castle   | United Kingdom   | 221     | Coulé     |
| 14 février 1917 | Mary Bell        | United Kingdom   | 144     | Coulé     |
| 5 mars 1917     | Guadiana         | Portugal         | 326     | Coulé     |
| 7 mars 1917     | Adalands         | Norvège          | 1577    | Coulé     |
| 7 mars 1917     | Westwick         | United Kingdom   | 5694    | Coulé     |
| 12 mars 1917    | Lucy Anderson    | United Kingdom   | 1073    | Coulé     |
| 12 mars 1917    | Marna            | Norvège          | 914     | Coulé     |
| 13 mars 1917    | Navenby          | United Kingdom   | 167     | Coulé     |
| 13 mars 1917    | Nuttallia        | United Kingdom   | 229     | Capturé   |
| 13 avril 1917   | Bandon           | United Kingdom   | 1456    | Coulé     |
| 15 avril 1917   | Dalmatian        | United Kingdom   | 186     | Coulé     |
| 15 avril 1917   | Heikina          | Pays-Bas         | 157     | Coulé     |
| 15 avril 1917   | Sutterton        | United Kingdom   | 160     | Coulé     |
| 19 avril 1917   | Poltava          | United Kingdom   | 945     | Coulé     |
| 20 avril 1917   | Erith            | United Kingdom   | 168     | Coulé     |
| 20 avril 1917   | Grecian          | United Kingdom   | 119     | Coulé     |
| 21 avril 1917   | Peik             | Norvège          | 701     | Coulé     |
| 22 avril 1917   | Nightingale      | United Kingdom   | 91      | Coulé     |
| 23 avril 1917   | Auriac           | United Kingdom   | 871     | Coulé     |
| 23 avril 1917   | Baron Stjernblad | Danemark         | 991     | Coulé     |
| 23 avril 1917   | Scot             | Danemark         | 1564    | Coulé     |
| 28 mai 1917     | Turid            | Norvège          | 1148    | Coulé     |
| 30 juin 1917    | Asalia           | Norvège          | 2348    | Coulé     |
| 30 juin 1917    | Phoebus          | Royaume d'Italie | 3133    | Coulé     |
| 6 juillet 1917  | HMS Itchen       | Royal Navy       | 550     | Coulé     |
| 7 août 1917     | HMS Haldon       | Royal Navy       | 810     | Endommagé |